# DIN 986
DIN 986 er en DIN-standard for en toplåsemøtrik.
| Gevind         |  | M4  | M5   | M6 | M8   | M10  | M12  | M16  | M20 |
| -------------- |  | --- | ---- | -- | ---- | ---- | ---- | ---- | --- |
| Gevindstigning |  | 0,7 | 0,8  | 1  | 1,25 | 1,5  | 1,75 | 2    | 2,5 |
| Nøglevidde S:  |  | 7   | 8    | 10 | 13   | 17   | 19   | 24   | 30  |
| Højde M:       |  | 9,6 | 10,5 | 12 | 14   | 18,1 | 22,5 | 27,5 | 35  |